# Burgerluchtvaart

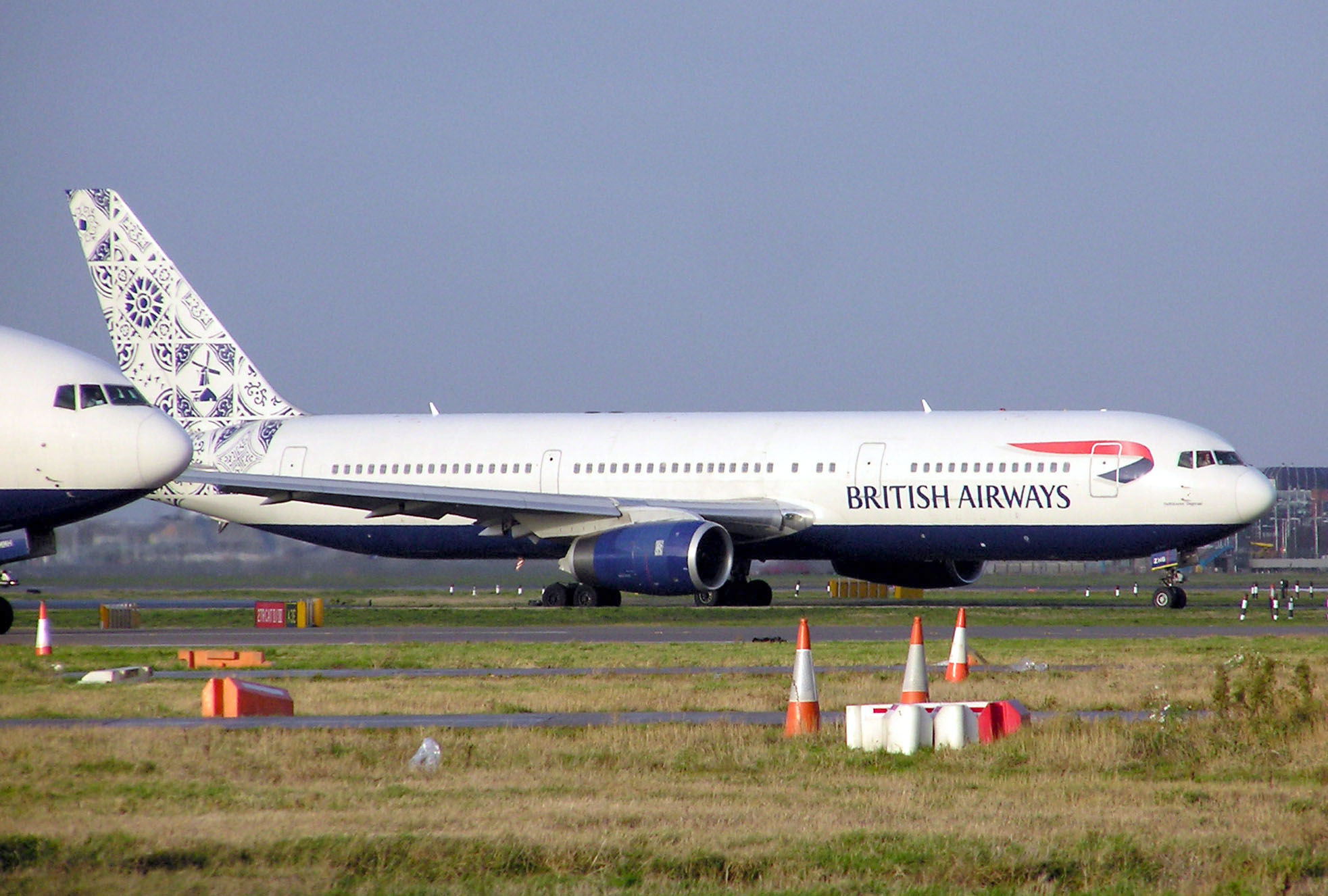
Burgerluchtvaart verkeersvliegtuig van British Airways met "Delfts blauw" beschildering op de staart

De burgerluchtvaart bestaat uit alle niet-militaire luchtvaart, en wordt verdeeld in de particuliere luchtvaart en de commerciële luchtvaart.
De meeste landen in de wereld zijn lid van de International Civil Aviation Organization (ICAO) en werken samen in deze organisatie om gezamenlijke standaarden en regulaties te vormen.
Vliegtuigen, die in het burgerluchtvaart worden gebruikt, worden verkeersvliegtuigen genoemd.
De burgerluchtvaart bestaat uit:
- De commerciële luchtvaart - lijndiensten of charterdiensten voor het vervoeren van passagiers en/of vracht met het doel deze diensten aan anderen aan te bieden om winst te maken.
- Particuliere luchtvaart - het gebruik van eigen vliegtuigen voor het vervoer van personen en/of vracht.

Hoewel het grote publiek hoofdzakelijk te maken heeft met de commerciële luchtvaart, zijn er in veel landen meer particuliere dan commerciële vluchten. Deze vluchten vallen onder de algemene luchtvaart, en zijn beschouwd alle vluchten die niet onder een luchtvaart- of chartermaatschappij, of militair doel vallen. In 2008 waren er wereldwijd meer dan één miljoen piloten die een vlucht maakten in de algemene luchtvaart.

## Trivia
Sinds 1994 is 7 december uitgeroepen tot Internationale dag van de burgerluchtvaart. Doel hiervan is om aandacht te schenken aan het belang van de internationale luchtvaart voor de sociale en economische ontwikkeling van landen.